# Júrame
Jurame è una canzone composta dalla messicana María Grever con Jorge Omar Mlikota nel 1926.

## Produzione
Assai conosciuta in tutto il mondo nella versione in lingua spagnola, eseguita tra l'altro dalle migliori voci del XX secolo (José Mojica, Enrico Caruso, Plácido Domingo, Juan Diego Flórez, Nicolas Urcelay, Libertad Lamarque, Alfredo Kraus, Rolando Villazón e altri), in Italia diviene famosa nel 1978 per la versione tradotta intitolata Pensami e cantata da Julio Iglesias.
Gli attuali diritti sul brano sono della Emi Melograf Sa.